# Peter Holmberg
Peter Holmberg (São Tomás, 4 de outubro de 1960) é um velejador das Ilhas Virgens Americanas, único medalhista olímpico de seu país. Foi prata na classe finn em 1988.

## Carreira
Peter Holmberg representou seu país nos Jogos Olímpicos de 1984 e 1988, na qual a conquistou medalha de prata classe finn em 1988, com 40.4 pontos perdidos. 